# Comuna Mălureni, Argeș
Mălureni (în trecut, Mălureni-Bădiceni) este o comună în județul Argeș, Muntenia, România, formată din satele Bunești, Mălureni (reședința), Păuleasca, Toplița și Zărnești.

## Așezare
Comuna se află în centrul județului, în Subcarpații Getici, pe malurile râului Vâlsan. Este străbătută de șoseaua județeană DJ703I, care o leagă spre sud de Merișani (unde se termină în DN7C) și spre nord de Mușătești (unde se intersectează cu DN73C) și Brăduleț.

## Demografie
Componența etnică a comunei Mălureni
     Români (72,86%)
     Romi (15,35%)
     Alte etnii (0%)
     Necunoscută (11,79%)
Componența confesională a comunei Mălureni
     Ortodocși (87,31%)
     Alte religii (0,56%)
     Necunoscută (12,13%)
Conform recensământului efectuat în 2021, populația comunei Mălureni se ridică la 4.469 de locuitori, în scădere față de recensământul anterior din 2011, când fuseseră înregistrați 4.825 de locuitori. Majoritatea locuitorilor sunt români (72,86%), cu o minoritate de romi (15,35%), iar pentru 11,79% nu se cunoaște apartenența etnică. Din punct de vedere confesional, majoritatea locuitorilor sunt ortodocși (87,31%), iar pentru 12,13% nu se cunoaște apartenența confesională.

## Politică și administrație
Comuna Mălureni este administrată de un primar și un consiliu local compus din 13 consilieri. Primarul, Florian Bucălie[*], de la Partidul Social Democrat, este în funcție din octombrie 2020. Începând cu alegerile locale din 2024, consiliul local are următoarea componență pe partide politice:
|  | Partid                          | Consilieri | Componența Consiliului | Componența Consiliului | Componența Consiliului | Componența Consiliului | Componența Consiliului | Componența Consiliului | Componența Consiliului | Componența Consiliului |
|  | ------------------------------- | ---------- | ---------------------- | ---------------------- | ---------------------- | ---------------------- | ---------------------- | ---------------------- | ---------------------- | ---------------------- |
|  | Partidul Social Democrat        | 8          |                        |                        |                        |                        |                        |                        |                        |                        |
|  | Partidul Puterii Umaniste       | 3          |                        |                        |                        |                        |                        |                        |                        |                        |
|  | Alianța pentru Unirea Românilor | 1          |                        |                        |                        |                        |                        |                        |                        |                        |
|  | Partidul Național Liberal       | 1          |                        |                        |                        |                        |                        |                        |                        |                        |

## Istorie
La sfârșitul secolului al XIX-lea, comuna purta numele de Mălureni-Bădiceni, făcea parte din plasa Argeșului a județului Argeș și era formată din satele Bădiceni, Bohari, Mălureni și Toplița, având în total 2055 de locuitori, patru biserici și două școli primare rurale. La acea vreme, pe teritoriul actual al comunei mai funcționa în aceeași plasă și comuna Zărnești-Cacaleți, cu 1366 de locuitori în satele Bunești, Cacaleți, Ionești, Mănești, Păuleasa, Popeasca și Zărnești, cu 1366 de locuitori. Existau și aici două biserici vechi, la Cacaleți și Zărnești, și o școală primară rurală.
Anuarul Socec din 1925 consemnează comuna Mălureni în aceeași plasă, având 2832 de locuitori în satele Bădiceni, Bohari, Mălureni, Șoptana, Toplița, Valea Boului, Valea Buții și Zgârcești. Comuna Zărnești-Cacaleți, denumită acum Zărnești, fusese transferată în plasa Bascov a aceluiași județ, și avea 236 de locuitori în satele Bulești, Cacaleți, Mănești și Zărnești.
În 1950, comunele au fost transferate raionului Curtea de Argeș din regiunea Argeș. În 1968, ele au revenit la județul Argeș, reînființat. Tot atunci, comuna Zărnești a fost desființată, singurul sat al ei de la acea vreme trecând la comuna Mălureni; a fost desființat și satul Bădiceni, comasat cu satul Mălureni, astfel comuna Mălureni căpătând alcătuirea actuală.

## Monumente istorice
În comuna Mălureni se află Biserica „Adormirea Maicii Domnului” Bohari (1641), monument istoric de arhitectură de interes național, aflată în satul Toplița, în fostul cătun Bohari. Tot de interes național este și monumentul memorial sau funerar reprezentat de crucea de piatră de pe „Plantație”, lângă silozul din Zărnești, cruce datând de la 1719.
În rest, alte trei obiective din comună sunt incluse în lista monumentelor istorice din județul Argeș ca monumente de interes local, toate fiind clasificate ca monumente de arhitectură: biserica „Intrarea în Biserică” (1800); biserica „Sfântul Nicolae” și „Duminica Tuturor Sfinților” (1724), ambele din satul Mălureni; și biserica „Sfântul Nicolae” (1910) din Zărnești.

## Personalități
- Fotin Enescu (1878 - 1918), Ministru al finanțelor în 1918;
- Ion Marinescu-Vâlsan (1865 - 1936), pictor;
- Nicodim Măndiță (1889-1975), scriitor și duhovnic ortodox, viețuitor al Mănăstirii Agapia;
- Nicolae Cristescu-Mălureanu (1879-1964), învățător, folclorist și activist social;
- Nicolae Duțescu (1903 - 1984), medic.